# Ludwig Geiger
Ludwig Geiger (Breslau, 5 de junho de 1848 — Berlim, 9 de fevereiro de 1919), foi um historiador judaico-alemão.

## Biografia
Ludwig era filho do rabino Abraham Geiger. Fez seus primeiros estudos nas Universidades de Heidelberg, Göttingen e Bonn, tornando-se doutor em História na universidade de Berlim, no ano de 1873, sendo ali nomeado para a cátedra de História Moderna em 1880.
Seus estudos foram concentrados especialmente no período do Humanismo, realizando estudos sobre personalidades como Nikolaus Ellenbog, Johann Reuchlin, Petrarca, etc.
Em 1871 defendeu que a raça ariana seria originária da Europa Central, uma das ideias equivocadas que vieram, no século XX, a desenvolver-se na teoria nazista de superioridade racial.